# وروار العليا (غرمسار كرمان)
وروار العلیا (بالفارسية: وروار علیا) هي منطقة سكنية تقع في إيران في قسم غرمسار الریفي.